# نجوى بركات
نجوى بركات (ولدت عام 1960 في بيروت) وهي روائية، صحفية و مخرجة لبنانية ومؤسسة محترف كيف تكتب رواية؟.

## سيرة ذاتية
ولدت في عام 1960 في بيروت، نالت إجازة عليا في الدراسات المسرحية من كلية الفنون الجميلة، تلتها شهادة في الدراسات السينمائية من جامعة السوربون ودبلوم من المعهد الحر للسينما الفرنسية في باريس حيث تقيم منذ العام 1985 وذلك منذ هجرتها إلى هناك في أعقاب الحرب في لبنان ومنذ ذلك الحين وهي تعمل في الصحافة المكتوبة، الإذاعية والسمعية البصرية في عدد من الصحف والمجلات العربية كما أعدّت وقدّمت برامج ثقافية أنتجتها كل من (راديو فرنسا الدولي ، بي بي سي، قناة الجزيرة) وذلك إلى جانب إنجازها عدداً من السيناريوهات الروائية والوثائقية، وتنشيطها محترفات كتابية متنوّعة في بلدان عربية وأوروبية، وأعدّت نجوى بركات وأخرجت الحلقات الخمس عشرة الأولى من برنامج قناة الجزيرة الثقافي موعد في المهجر.
وعرفت كونها واحدة من أفضل الروائيين في جيلها، فقد تم اختيارها من قبل معهد جوته في الشرق الأوسط لتمثيل بلادها في إطار مشروع مداد.

## الأعمال
للكاتبة عدة أعمال باللغتين العربية والفرنسية فقد كتبت ست روايات باللغة العربية صدر معظمها عن دار الآداب في بيروت وهي :
- مستر نون

- لغة السر (The Secret Language)[9]
- يا سلام[10]
- باص الأوادم (The Bus of Good People)[11]
- حياة وآلام حمد ابن سيلانة (The Life and Passion of Hamad)[12]
- المُحَـوِّل (The Transducer)
- غيبة مي[13]

وقد حاز بعضها على جوائز وترجم لعدة لغات أجنبية، إلى جانب رواية واحدة باللغة الفرنسية :
- المستأجر (The Tenant)[14]؛ كما ترجمتْ مفكّرة كامو في ثلاثة أجزاء تصدر قريبا عن دار الآداب ومشروع “كلمة”.